# Bologne
Bologne es una comuna francesa situada en el departamento de Alto Marne, en la región de Gran Este.

## Demografía
| 1955 | 2151 | 2231 | 2131 | 2041 | 1943 | 1827 |
| Para los censos de 1962 a 1999 la población legal corresponde a la población sin duplicidades (Fuente: INSEE [Consultar]) |      |      |      |      |      |      |